# Арбрик
Арбрик (њем. Ahrbrück) општина је у њемачкој савезној држави Рајна-Палатинат. Једно је од 74 општинска средишта округа Арвајлер. Према процјени из 2010. у општини је живјело 1.218 становника. Посједује регионалну шифру (AGS) 7131002.

## Географија
Арбрик се налази у савезној држави Рајна-Палатинат у округу Арвајлер. Општина се налази на надморској висини од 186 метара. Површина општине износи 12,6 km².

## Становништво
У самом мјесту је, према процјени из 2010. године, живјело 1.218 становника. Просјечна густина становништва износи 97 становника/km².